# ادی آنتوان
ادی آنتوان (فرانسوی: Eddy Antoine‎؛ زادهٔ ۱۲ اوت ۱۹۴۹) بازیکن فوتبال اهل هائیتی بود.
وی همچنین در تیم ملی فوتبال هائیتی بازی کرده‌است.